# Coupe du monde de footgolf
La Coupe du monde de footgolf est une compétition internationale de footgolf qui se déroule ordinairement tous les quatre ans. Cette compétition, créée en 2012 en Hongrie, est ouverte à toutes les fédérations reconnues par la  Fédération internationale de footgolf (FIFG).
La première édition se déroule en 2012 en Hongrie, dont l'équipe nationale sort vainqueur. Le pays organisateur de la Coupe du monde de football est désigné par la FIFG. Toutes les nations peuvent postuler pour l'accueillir et sont jugées sur leur capacité à organiser l'épreuve.
La deuxième édition de la Coupe du monde se déroule en Argentine du 5 au 10 janvier 2015 et est remporté par les États-Unis en équipe et par l'Argentine en individuel.

## Historique
La première coupe du monde de footgolf s'est déroulé du 1er au 3 juin 2012 au Magyar Golf Club Kisoroszià de Budapest en Hongrie. Durant cette compétition, huit pays et 77 participants se sont affrontés parmi lesquels, l'Argentine, la Belgique, la Grèce, les Pays-Bas, l'Italie, le Mexique ainsi que les États-Unis. La Hongrie en sort vainqueur grâce à son joueur Béla Lengyel.
La seconde édition s'est déroulé du 5 au 10 janvier 2016 au Pilar golf club à Pilar en Argentine, où étaient représentés 26 pays différents. En comparaison avec la première édition, une compétition par équipe voit son apparition. Huit équipes s'étaient qualifiés pour les quarts de finale en fonction du classement individuel de l'ensemble des joueurs lors de la première journée. Ainsi, l'Argentine, les États-Unis, les Pays-Bas, le Royaume-Uni, l'Italie, la Slovaquie, la Hongrie et le Mexique (ex æquo avec la France mais qualifié au goal average) sont les premières nations à disputer le tournoi final. Les quatre premières nations se sont imposés ainsi contre les quatre suivantes. L'Argentine et les États-Unis se sont rencontrés pour une première finale 100% américaine après avoir éliminées réciproquement le Royaume-Uni et les Pays-Bas. Les États-Unis sont devenus la première nation championne du monde de footgolf par équipe en s'imposant devant l'Argentine et son public (11-6). Quant à la finale en individuel, c'est l'argentin Christian Otero qui devient champion du monde (-18 cumulé sur les trois jours de compétition), devançant le mexicain Enrique Reyes et le slovaque Ján Kozák qui complètent le podium.
La quatrième édition s'est déroulé du 27 mai au 6 juin 2023 à Orlando sur les golfs de Walt Disney World Golf et Evermore Orlando Resort aux Etats-Unis. En termes de participants, c'est la plus grande avec 39 nations représentées avec 569 hommes, 133 seniors (+ 45 ans) et 105 femmes soient 807 footgolfeurs. Chez les hommes, 24 pays s'étaient affrontés dans six poules de quatre équipes pour ensuite jouer des quarts de finales jusqu'à la finale où la championne du monde en titre, la France, s'est imposée face à l'Argentine à l'ultime point de l'ultime trou de l'ultime match au goal-average après un score de 3-3. Chez les femmes, le Japon s'était imposé 2-1 face à la Slovaquie et chez les seniors, l'Argentine s'était défait de la Slovaquie sur le score de 2-1. Quand au tournoi individuel, le hongrois Bence Bacskai avait été imperturbable avec un score de -36 sur 4 rounds devant l'argentin Gonzalo Novosad (-33). Derrière, 5 français s'étaient placés de la troisième à la septième place dont trois ont du se départager sur un play-off pour monter sur le podium. Simon Rigaud s'était imposé aux pénaltys-putts face à Alexis Bellanger et Thomas Félix dont ce dernier avait été large leader au bout de 2 rounds avec 5 coups d'avance et il sortira une seule fois du podium en 4 rounds, aux pénaltys-putts pour ce podium.

## Palmarès

### Par édition
| Année | Équipe masculin           | Individuel masculin | Équipe féminin                | Individuel féminin                | Équipe séniors                | Individuel séniors                | Organisateur                           |
| ----- | ------------------------- | ------------------- | ----------------------------- | --------------------------------- | ----------------------------- | --------------------------------- | -------------------------------------- |
| 2012  | Pas de tournoi par équipe | Béla Lengyel        | Pas de tournoi équipe féminin | Pas de tournoi individuel féminin | Pas de tournoi équipe séniors | Pas de tournoi individuel séniors | Magyar Golf Club Kisoroszià, Kisoroszi |
| 2016  | États-Unis                | Christian Otero     | Pas de tournoi équipe féminin | Pas de tournoi individuel féminin | Pas de tournoi équipe séniors | Pas de tournoi individuel séniors | Pilar Golf Club, Fátima                |
| 2018  | France                    | Matias Perrone      | Pas de tournoi équipe féminin | Sophie Brown                      | Pas de tournoi équipe séniors | Stefano Grigolo                   | Al Maaden, Marrakech                   |
| 2023  | France                    | Bence Bacskai       | Japon                         | Lucia Cermáková                   | Argentine                     | Jan Aksel Odden                   | Evermore Orlando Resort, Orlando       |

## Format de la compétition

### Compétition individuelle
La compétition individuelle se disputent sur 18 trous. Le 1er tour de la compétition individuelle se déroule avec l'ensemble des joueurs inscrits. Les résultats du premier tour en individuel déterminent quelles sont les équipes qualifiées pour la compétition par équipe. Un 2e tour est organisé à la fin duquel les 144 meilleurs joueurs et le meilleur joueur de chaque pays sont qualifiés pour la finale. Le joueur ayant effectué le meilleur score sur les 3 jours de compétition est proclamé vainqueur de l'épreuve.

### Compétition par équipe
Les résultats du premier tour en individuel déterminent quelles sont les 8 équipes qualifiées pour les quarts de finale. En cas d'égalité, les équipes sont départagées en fonction du joueurs ayant réalisé le meilleur score.
À partir de ce moment-là, le 1er qualifié rencontre le huitième, le second rencontre le septième, le troisième rencontre le sixième et le quatrième rencontre le cinquième sur 18 trous. Le vainqueur de chaque match est qualifié pour les demi-finale. Les vainqueurs des demi-finales se rencontrent pour une finale disputée également sur 18 trous.